# Latre (Caldearenas)
Latre ist ein spanischer Ort im Pyrenäenvorland in der Provinz Huesca der Autonomen Gemeinschaft Aragonien. Latre ist ein Ortsteil der Gemeinde Caldearenas. Der Ort hatte 29 Einwohner im Jahr 2015.

## Sehenswürdigkeiten
- Romanische Pfarrkirche San Miguel, erbaut Anfang des 12. Jahrhunderts